# Frans Oerder

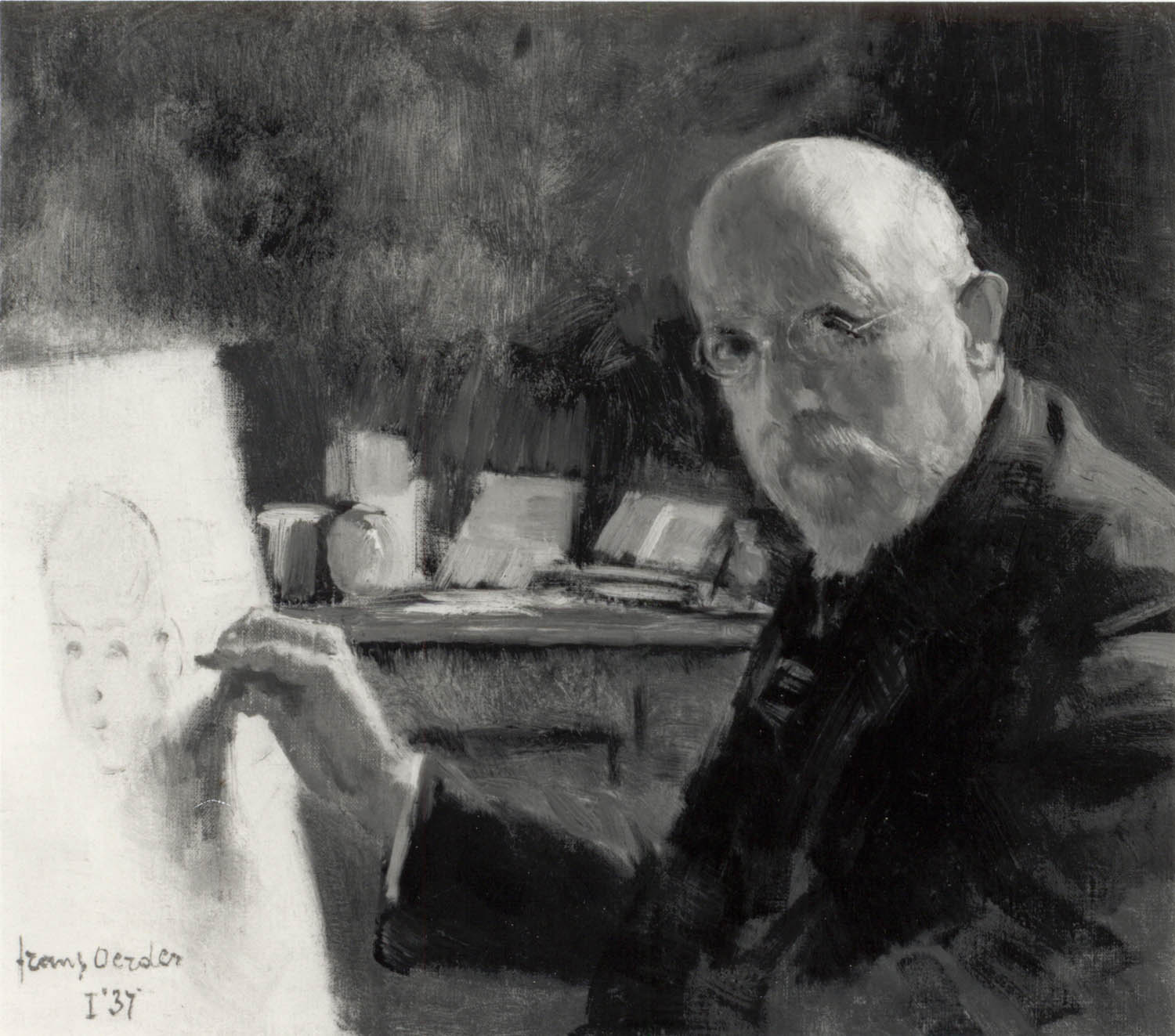
Autorretrato

Frans David Oerder (Róterdam, 7 de abril de 1867-Pretoria, 15 de julio de 1944) fue un pintor de origen holandés que trabajó en Sudáfrica y pintó paisajes, bodegones y retratos. También fue grabador y litógrafo.

## Formación en Holanda
Frans era el más joven de siete hijos nacidos de un empleado municipal, Juan Carolus Oerder. Su padre creía que el arte como una carrera era una tontería, pero estuvo de acuerdo con su formación como decorador.
De 1880 a 1885, Oerder estudió arte en la Academia de Róterdam, ganó la Medalla de Oro y la beca Rey Guillermo III, luego realizó una gira por Italia y estudió en Bruselas con Ernest Blanc-Garin (1843-1916) con la ayuda de una pequeña herencia de su padre.

## Comienzos en Sudáfrica
Siguiendo a su hermano, emigró a Sudáfrica en 1890 e inicialmente trabajó como pintor y decorador para la firma De Wyn & Engelenburg. Presionado por la escasez de trabajo, se incorporó al Zuid-Afrikaansche Spoorweg Maatschappij y pintó postes a lo largo de la línea ferroviaria de Delagoa Bay.
En la década de 1890, Oerder era, junto con Anton van Wouw y James Smith Moreland en Ciudad del Cabo, uno de los tres únicos artistas en Sudáfrica con formación profesional reconocida. En 1894, ocupó el puesto de profesor de arte en la Staatsmeisjesskool, que más tarde se convirtió en la Pretoria High School for Girls y al mismo tiempo alquiló un estudio en Church Street East. Se ganaba la vida dibujando caricaturas de periódico y ayudando a Anton van Wouw con comisiones. Un visitante frecuente al estudio durante este período fue uno de sus estudiantes de arte, Jacobus Hendrik Pierneef.
En 1896, Oerder se fue de vacaciones de pintura a Zululand y organizó una exposición de su obra en Ciudad del Cabo.

## Carrera posterior
Con el estallido de la Guerra Anglo-Bóer en 1899, fue nombrado artista oficial de guerra por el presidente Paul Kruger. Sus bocetos y pinturas de este período amargo se pueden ver en el Museo de la Guerra en Bloemfontein, el Museo Africano en Johannesburgo y la colección de arte de la Universidad de Pretoria.
En 1903, después de la guerra, y sin duda todavía recordando su viaje a Zululand, Oerder viajó y pintó a lo largo de la costa de África oriental, contrayendo la malaria durante el viaje. Fue elegido miembro de la Sociedad Sudafricana de Artistas en 1905, y con la marea finalmente a su favor, recibió varias comisiones para pintar paisajes y retratos, como el del General Louis Botha.
Encontró condiciones difíciles en la Sudáfrica de posguerra y en 1908 regresó a los Países Bajos a través de Italia. Al principio se instaló en Brabante, pero luego se mudó a Ámsterdam, donde se casó con una pintora compañera, Gerda Pitlo, en 1910. Su interés en la pintura de flores lo influenció y comenzó con composiciones de bodegones, especialmente estudios de flores. Su pintura Magnolias fue vendida a la Sociedad Gráfica de Nueva York, convirtiéndose en una de las imágenes más populares de la historia y las reproducciones de esta naturaleza muerta lograron ventas récord para la Sociedad, pero Oerder no recibió regalías de ningún tipo.
Oerder no había olvidado sus vínculos con Sudáfrica, y de vez en cuando realizaba encargos como el diseño de portadas para la revista semanal Die Brandwag y la organización de una exposición en Johannesburgo.
Finalmente regresó a Pretoria con su esposa en 1938. Su trabajo previo era entonces ampliamente aclamado, y en un gran gesto la sala de la torre del Ayuntamiento de Pretoria se puso a su disposición para su uso como estudio. Aquí pintó varios retratos importantes, incluido el de Jan Smuts. Ahora tenía tiempo e inclinación para viajar y pintar en la Provincia del Cabo, Natal y el Transvaal del Norte.
Las complicaciones posteriores a una neumonía lo dejaron debilitado, y murió en Pretoria en 1944. A lo largo de su carrera, había dividido su producción de manera bastante pareja entre el paisaje, el retrato y la naturaleza muerta, con la influencia holandesa siempre aparente.

## Galería

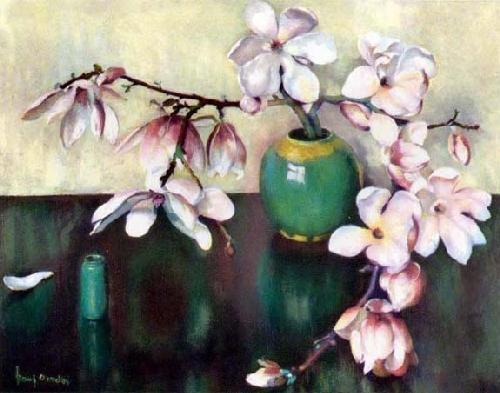
Magnolias
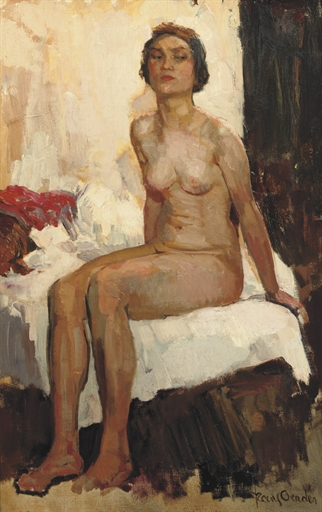
Desnudo
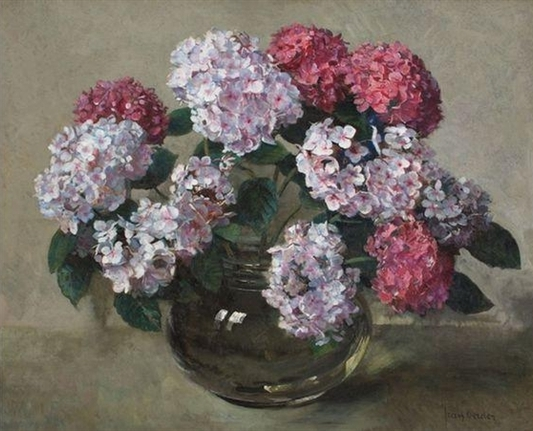
Las hortensias en Florero de Vidrio